# Legenda cetății Suram
Legenda cetății Suram, menționat și Legenda fortăreței Suram, (în georgiană ამბავი სურამის ციხისა, în rusă Легенда о Сурамской крепости, transliterat: Leghenda o Suramskoi kreposti) este un film din 1984 regizat de Serghei Paradjanov.

## Distribuție
- Sofiko Ciaureli — Gulisvardi (Vardo)[5]
- Lela Alibegașvili — Vardo în tinerețe[5]
- David Abașidze — Osman-aga, cântărețul la cimpoi[5]
- Zurab Kipșidze — Durmișhan, iubitul lui Vardo, cel care i-a trădat dragostea[5]
- Levan Ucianeișvili — Zurab[5]
- Veriko Andjaparidze — bătrâna ghicitoare[5]
- Mzia Arabuli[5]
- Paata Baratașvili[5]
- Tamaz Danelia[5]
- Nodar Dugladze[5]
- Elena Kipșidze[5]
- Abessalom Loria[5]
- Manana Surmava[5]
- Ghivi Tohadze — curteanul prințului[5]
- Duduhana Țerodze[5]
- Tamara Țițișvili[5]
- Gheorghi Burdjanadze[5]
- Ghera Gudjediani[5]
- G. Abaișvili[5]
- Gari Ambarțumov[5]
- Lazar Arjanov[5]
- Tom Arjanov[5]
- Malhaz Gurghenașvili[5]
- Olia Djaniașvili[5]
- O. Didebulidze[5]
- V. Kirilenko[5]
- V. Mdoian[5]
- K. Molașhia[5]
- S. Santunini[5]
- Guram Tuguși[5]
- Manana Țhovrebova[5]
- Vladimir Citișvili[5]
- Nino Ciheidze[5]
- Alla Poniatovskaia — femeia care bate toba (nemenționată)[5]

### Dublaj de voce
- Vadim Spiridonov — autorul[5]

## Lansare
A fost lansat în anul 1986 și a avut parte de un succes comercial modest, fiind vizionat de 400.000 de spectatori în cinematografele din Uniunea Sovietică.
O vizionare a acestui film a avut loc, de asemenea, în stagiunea 1990–1991 a Cinematecii Române.